# Star Wars: The Old Republic
Star Wars: The Old Republic és un videojoc de rol massiu (MMORPG) centrat en l'univers de La Guerra de les Galàxies tres segles després dels esdeveniments de Star Wars: Knights of the Old Republic II – The Sith Lords. El videojoc fou anunciat en una conferència de premsa el 21 d'octubre del 2008 i llançat al públic el 20 de desembre del 2011.
El productor no ha fet públic el cost de produir aquest videojoc, però els analistes financers el situen entre 150 i 200 milions de dòlars. El 22 de març del 2011 es publicà la novel·la Deceived, de l'autor Paul S. Kemp, que tracta de Darth Malgus, el Lord Sith que encapçalà el saqueig de Coruscant en la història del joc.
El joc passà a un model free-to-play el 15 de novembre del 2012.